# Arrondissement de Keur Moussa
L'arrondissement de Keur Moussa est l'un des arrondissements du Sénégal. Il est situé dans le département de Thiès et la région de Thiès.
Il compte trois communautés rurales :
- Communauté rurale de Keur Moussa
- Communauté rurale de Diender
- Communauté rurale de Fandène

Son chef-lieu est Keur Moussa.